# Zimbabwe na Letnich Igrzyskach Olimpijskich 2008
Zimbabwe na Letnich Igrzyskach Olimpijskich 2008 reprezentowało 13 zawodników – 7 mężczyzn i 6 kobiet. Wystąpili oni w sześciu dyscyplinach: kolarstwie, lekkoatletyce, pływaniu, tenisie, triathlonie oraz w wioślarstwie.
Był to ósmy start reprezentacji Zimbabwe jako niepodległego państwa na letnich igrzyskach olimpijskich (poprzednie to 1980, 1984, 1988, 1992, 1996, 2000, 2004).
Jedyna medalistka z Zimbabwe, Kirsty Coventry, zdobyła cztery medale – jest to największy dorobek Zimbabwe w historii igrzysk. Dotychczas najwięcej medali rozdano reprezentantom tego kraju w Atenach. Wtedy to też Coventry zdobyła trzy medale.

## Zdobyte medale

### Złote
- Kirsty Coventry - pływanie - 200 m grzbietowym

### Srebrne
- Kirsty Coventry - pływanie - 100 m grzbietowym
- Kirsty Coventry - pływanie - 200 m stylem zmiennym
- Kirsty Coventry - pływanie - 400 m stylem zmiennym

| Medale według dni | Medale według dni | Medale według dni | Medale według dni | Medale według dni | Medale według dni | Medale według dni |
| ----------------- | ----------------- | ----------------- | ----------------- | ----------------- | ----------------- | ----------------- |
| Dzień             | Data              |                   |                   |                   | W sumie           |                   |
| Dzień 0           | 8                 | —                 | —                 | —                 | —                 |                   |
| Dzień 1           | 9                 | 0                 | 1                 | 0                 | 1                 |                   |
| Dzień 2           | 10                | 0                 | 0                 | 0                 | 0                 |                   |
| Dzień 3           | 11                | 0                 | 1                 | 0                 | 1                 |                   |
| Dzień 4           | 12                | 0                 | 0                 | 0                 | 0                 |                   |
| Dzień 5           | 13                | 0                 | 1                 | 0                 | 1                 |                   |
| Dzień 6           | 14                | 0                 | 0                 | 0                 | 0                 |                   |
| Dzień 7           | 15                | 1                 | 0                 | 0                 | 1                 |                   |
| Dzień 8           | 16                | 0                 | 0                 | 0                 | 0                 |                   |
| Dzień 9           | 17                | 0                 | 0                 | 0                 | 0                 |                   |
| Dzień 10          | 18                | 0                 | 0                 | 0                 | 0                 |                   |
| Dzień 11          | 19                | 0                 | 0                 | 0                 | 0                 |                   |
| Dzień 12          | 20                | 0                 | 0                 | 0                 | 0                 |                   |
| Dzień 13          | 21                | 0                 | 0                 | 0                 | 0                 |                   |
| Dzień 14          | 22                | 0                 | 0                 | 0                 | 0                 |                   |
| Dzień 15          | 23                | 0                 | 0                 | 0                 | 0                 |                   |
| Dzień 16          | 24                | 0                 | 0                 | 0                 | 0                 |                   |
| W sumie           | —                 | 1                 | 3                 | 0                 | 4                 |                   |

## Reprezentanci

### Kolarstwo górskie
Antipas Kwari jako jedyny Zimbabweńczyk startował w konkurencji związanej z kolarstwem. Startował w kolarstwie górskim, zajmując 48 miejsce tracąc do zwycięzcy 6 okrążeń.

### Lekkoatletyka
Największą reprezentacje wśród konkurencji w jakich uczestniczyli Zimbabweńczycy to lekkoatletyka. Wystartowało w niej siedmiu zawodników: Makusha, Dzinagi, Banda, Nyongani, Nyasango, Fokoroni oraz Tabitha Tsatsa uczestniczyli w zmaganiach na oraz w okolicy Stadionu Olimpijskiego. Najwyżej sklasyfikowani zostali Brian Dzingai w biegu na 200 metrów oraz Ngoni Makusha w skoku w dal, którzy w swoich dyscyplinach zajęli czwarte miejsce. Makusha'dzie do podium zabrakło jednego centymetra.
| Zawodnik                | Konkurencja      | Runda 1  | Runda 1 | Runda 2       | Runda 2       | Półfinał      | Półfinał      | Finał         | Finał         |
| Zawodnik                | Konkurencja      | Rezultat | Pozycja | Rezultat      | Pozycja       | Rezultat      | Pozycja       | Rezultat      | Pozycja       |
| ----------------------- | ---------------- | -------- | ------- | ------------- | ------------- | ------------- | ------------- | ------------- | ------------- |
| Ngoni Makusha           | Skok w dal       | 8.14m    | 5 Q     |               |               |               |               | 8.19m         | 4             |
| Brian Dzingai           | 200 m            | 20.25    | 1 Q     | 20.23         | 1 Q           | 20.17         | 2 Q           | 20.22         | 4             |
| Lewis Banda             | 400 m            | 46.76    | 6       | nie awansował | nie awansował | nie awansował | nie awansował | nie awansował | nie awansował |
| Young Talkmore Nyongani | 400 m            | 45.89    | 6       | nie awansował | nie awansował | nie awansował | nie awansował | nie awansował | nie awansował |
| Cuthbert Nyasango       | 10000 m          |          |         |               |               |               |               | DNF           |               |
| Mike Fokoroni           | Maraton mężczyzn |          |         |               |               |               |               | 2:13:17       | 11            |
| Tabitha Tsatsa          | Maraton kobiet   |          |         |               |               |               |               | 2:37:10       | 49            |

### Pływanie
W pływaniu podczas igrzysk w Pekinie Zimbabwe reprezentowały dwie zawodniczki: Heather Brand oraz Kirsty Coventry. Coventry zdobyła jeden złoty medal oraz trzy srebrne.
| Zawodnik        | Konkurencja             | Eliminacje | Eliminacje | Półfinał       | Półfinał       | Finał          | Finał          |
| Zawodnik        | Konkurencja             | Wynik      | Pozycja    | Wynik          | Pozycja        | Wynik          | Pozycja        |
| --------------- | ----------------------- | ---------- | ---------- | -------------- | -------------- | -------------- | -------------- |
| Kirsty Coventry | 100 m grzbietowym       | 59.00 OR   | 1 Q        | 58.77 WR       | 1 Q            | 59.19          |                |
| Kirsty Coventry | 200 m grzbietowym       | 2:06.76 OR | 1 Q        | 2:07.76        | 1 Q            | 2:05.24 WR     |                |
| Kirsty Coventry | 200 m stylem zmiennym   | 2:12.18    | 3 Q        | 2:09.53 OR     | 1 Q            | 2:08.59 AF     |                |
| Kirsty Coventry | 400 m stylem zmiennym   | 4:36:43    | 7 Q        |                |                | 4:29.89 AF     |                |
| Heather Brand   | 100 m stylem motylkowym | 1:01.39    | 42         | nie awansowała | nie awansowała | nie awansowała | nie awansowała |

### Tenis
Cara Black już po raz trzeci reprezentowała Zimbabwe na igrzyskach olimpijskich. Znana z zawodów deblowych zawodniczka wystartowała w singlu. W pierwszej rundzie trafiła na Serbkę Jelenę Janković, która wygrała z Afrykanką 3:6, 3:6

### Triathlon
Chris Felgate reprezentował Zimbabwe w triathlonie. Nie osiągnął jednak znaczących wyników zajmując czterdzieste drugie miejsce (startowało 55 zawodników). Stracił do zwycięzcy Niemca Jana Frodeno 5 minut oraz 38.33 sekundy. Najlepiej poradził sobie na początku biegu. Wtedy zajmował dwudzieste piąte miejsce.

### Wioślarstwo
Elana Hill była jedyną reprezentantka Zimbabwe na igrzyskach w Pekinie na torze wioślarskim. Zajęła ona jednak dopiero trzecie miejsce w finale E, czyli 25. miejsce w ogólnej klasyfikacji.
| Zawodnik   | Konkurencja | Eliminacje | Eliminacje | Ćwierćfinał | Ćwierćfinał | Półfinał C/D 1 | Półfinał C/D 1 | Finał E | Finał E |
| Zawodnik   | Konkurencja | Czas       | Pozycja    | Czas        | Pozycja     | Czas           | Pozycja        | Czas    | Pozycja |
| ---------- | ----------- | ---------- | ---------- | ----------- | ----------- | -------------- | -------------- | ------- | ------- |
| Elana Hill | Jedynki     | 8:35:53    | 3 Q        | 8:20:84     | 6 Q         | 8:34:27        | 6 Q            | 8:09:94 | 3       |